# Thanatus mongolicus
Thanatus mongolicus là một loài nhện trong họ Philodromidae.
Loài này thuộc chi Thanatus. Thanatus mongolicus được Ehrenfried Schenkel-Haas miêu tả năm 1936.